# Frattali per dimensione di Hausdorff
In matematica, un frattale è un oggetto geometrico in cui la dimensione di Hausdorff (δ) è strettamente superiore alla dimensione topologica. Qui di seguito è presentata una lista di frattali per dimensione di Hausdorff crescente, con lo scopo di visualizzare che cosa significhi per un frattale possedere una dimensione bassa o alta.

## Frattali deterministici
| δ (valore esatto)                                            | δ (valore approssimato) | Nome                                         | Illustrazione | Commenti |
| ------------------------------------------------------------ | ----------------------- | -------------------------------------------- | ------------- | --- |
| {\displaystyle {\frac {\ln(2)}{\ln(\delta _{F})}}}           | {\displaystyle 0,4498}  | Biforcazioni dell'equazione logistica        |               | Nel diagramma di biforcazione, all'avvicinarsi di ciascuna regione caotica, appare una successione di raddoppiamenti di periodo, in una progressione geometrica tendente a 1/δ. (δF=costante di Feigenbaum=4.6692). |
| {\displaystyle {\frac {\ln(2)}{\ln(3)}}}                     | {\displaystyle 0,6309}  | Insieme di Cantor                            |               | Costruito eliminando la terza parte centrale ad ogni iterazione. Insieme mai denso, né numerabile. |
| {\displaystyle {\frac {\ln(6)}{\ln(8)}}}                     | {\displaystyle 0,8617}  | Insieme di Smith-Volterra-Cantor             |               | Costruito eliminando la quarta parte centrale ad ogni iterazione. Insieme mai denso, ma avente misura di Lebesgue ½. |
| {\displaystyle {\frac {\ln(8)}{\ln(7)}}}                     | {\displaystyle 1,0686}  | Isola di Gosper                              |               | |
|                                                              | {\displaystyle 1,26}    | Attrattore di Hénon                          |               | L'attrattore di Hénon canonico (con parametri {\displaystyle a=1,4} and {\displaystyle b=0,3}) possiede dimensione di Haussdorf δ = 1,261 ± 0,003. Parametri differenti conducono a differenti valori di δ. |
| {\displaystyle {\frac {\ln(4)}{\ln(3)}}}                     | {\displaystyle 1,2619}  | Curva di Koch                                |               | 3 di queste curve formano il fiocco o l'antifiocco di Koch. |
| {\displaystyle {\frac {\ln(4)}{\ln(3)}}}                     | {\displaystyle 1,2619}  | Bordo della Curva Terdragon, Fudgeflake      |               | L-System: simile alla curva del drago con un angolo di 30°. La Fudgeflake è costruita giustapponendo i 3 segmenti iniziali a formare un triangolo. |
| {\displaystyle {\frac {\ln(4)}{\ln(3)}}}                     | {\displaystyle 1,2619}  | Polvere di Cantor in 2D                      |               | Insieme di Cantor in due dimensioni . |
|                                                              | {\displaystyle 1,3057}  | Setaccio di Apollonio                        |               | |
| {\displaystyle {\frac {\ln(5)}{\ln(3)}}}                     | {\displaystyle 1,4649}  | Scatola frattale                             |               | Costruito sostituendo iterativamente ciascun quadrato con una croce di 5 quadrati. |
| {\displaystyle {\frac {\ln(5)}{\ln(3)}}}                     | {\displaystyle 1,4649}  | Curva di Koch quadratica (tipo 1)            |               | In esso ritroviamo il motivo della scatola frattale (vedi sopra), costruito diversamente. |
| {\displaystyle {\frac {\ln(8)}{\ln(4)}}}                     | {\displaystyle 1,5}     | Curva di Koch quadratica (tipo 2)            |               | Chiamata anche "Salsiccia di Minkowski". |
|                                                              | {\displaystyle 1,5236}  | Bordo della Curva del Drago                  |               | Cf. Chang & Zhang |
| {\displaystyle {\frac {\ln(3)}{\ln(2)}}}                     | {\displaystyle 1,5850}  | Albero a 3 rami                              |               | Ogni ramo si divide in altri 3 rami. (qui i casi a 90° e 60°). La dimensione frattale dell'intero albero è quella dei rami terminali. NB: l'albero a 2 rami possiede dimensione frattale 1. |
| {\displaystyle {\frac {\ln(3)}{\ln(2)}}}                     | {\displaystyle 1,5850}  | Triangolo di Sierpiński                      |               | Esso è anche il triangolo di Pascal modulo 2. |
| {\displaystyle {\frac {\ln(3)}{\ln(2)}}}                     | {\displaystyle 1,5850}  | Curva di Sierpinski a punta di freccia       |               | Stesso limite del triangolo di Sierpinski (vedi sopra), ma ottenuto per iterazione di costruito con una curva unidimensionale. |
| {\displaystyle 1+\log _{3}(2)}                               | {\displaystyle 1,6309}  | Triangolo di Tartaglia modulo 3              |               | In generale, per un triangolo modulo k, se k è primo, la dimensione frattale è {\displaystyle \scriptstyle {1+log_{k}({\frac {k+1}{2}})}}(Cf.Stephen Wolfram) |
| {\displaystyle 1+\log _{5}(3)}                               | {\displaystyle 1,6826}  | Triangolo di Tartaglia modulo 5              |               | Come sopra. |
| {\displaystyle {\frac {\ln(7)}{\ln(3)}}}                     | {\displaystyle 1,7712}  | Fiocco esagonale                             |               | Costruito sostituendo iterativamente ogni esagono con un fiocco di 7 esagoni. Il suo bordo è il fiocco di Koch. Contiene infiniti fiocchi di Koch (bianchi e neri). |
| {\displaystyle {\frac {\ln(7)}{\ln(3)}}}                     | {\displaystyle 1,7712}  | Frattale H-I di Rivera                       |               | Partendo da un quadrato unitario dividendo le sue dimensioni in tre parti uguali per formare nove quadrati autosimili con il primo quadrato, due quadrati centrali (quello che si trova sopra e quello sotto il quadrato centrale) vengono rimossi in ciascuno dei sette i quadrati non eliminati il processo viene ripetuto, quindi continua indefinitamente. |
| {\displaystyle {\frac {\ln(4)}{\ln(2(1+\cos(85^{\circ }))}}} | {\displaystyle 1,7848}  | Curva di Koch a 85°, Frattale di Cesàro      |               | Generalizzazione della curva di Koch con un angolo a scelta tra 0 e 90°. La dimensione frattale è allora {\displaystyle \scriptstyle {\frac {ln(4)}{ln(2(1+cos(a))}}}. Il Frattale di Cesàro è basato su questo motivo. |
| {\displaystyle {\frac {\ln(6)}{\ln(1+\phi )}}}               | {\displaystyle 1,8617}  | Fiocco pentagonale                           |               | Costruito sostituendo iterativamente ogni pentagono con un fiocco di 6 pentagoni. Qui {\displaystyle \phi =\scriptstyle {\frac {1+{\sqrt {5}}}{2}}} è il rapporto aureo. |
| {\displaystyle {\frac {\ln(8)}{\ln(3)}}}                     | {\displaystyle 1,8928}  | Tappeto di Sierpinski                        |               | |
| {\displaystyle {\frac {\ln(8)}{\ln(3)}}}                     | {\displaystyle 1,8928}  | Polvere di Cantor in 3D                      |               | Insieme di Cantor in 3 dimensioni. |
| Stimato                                                      | {\displaystyle 1,9340}  | Bordo della Curva di Lévy                    |               | Stimato da Duvall and Keesling (1999). La curva di per sé possiede dimensione frattale 2. |
|                                                              | {\displaystyle 1,974}   | Tassellatura di Penrose                      |               | Cf. Ramachandrarao, Sinha & Sanyal |
| {\displaystyle 2}                                            | {\displaystyle 2}       | Insieme di Mandelbrot                        |               | Qualsiasi oggetto piano contenente un disco possiede dimensione di Hausdorff δ = 2. Il bordo dell'insieme di Mandelbrot possiede ugualmente dimensione di Hausdorff δ = 2. |
| {\displaystyle 2}                                            | {\displaystyle 2}       | Curva di Sierpiński                          |               | Ogni curva che riempie il piano possiede dimensione di Hausdorff 2. |
| {\displaystyle 2}                                            | {\displaystyle 2}       | Curva di Hilbert                             |               | Costruita in maniera simile: la curva di Moore |
| {\displaystyle 2}                                            | {\displaystyle 2}       | Curva di Peano                               |               | E una famiglia di curve costruite in maniera simile, come per esempio le curve di Wunderlich o le curve di Moore. |
|                                                              | {\displaystyle 2}       | Lebesgue curve or z-order curve              |               | Contrariamente alle curve precedenti, questa è quasi ovunque differenziabile. |
| {\displaystyle {\frac {\ln(2)}{\ln({\sqrt {2}})}}}           | {\displaystyle 2}       | Curva del Drago                              |               | Il suo bordo possiede dimensione frattale 1,5236 (Cf.Chang & Zhang). |
|                                                              | {\displaystyle 2}       | Curva Terdragon                              |               | L-System : F-> F+F-F. angolo=120°. |
| {\displaystyle {\frac {\ln(4)}{\ln(2)}}}                     | {\displaystyle 2}       | T-Square                                     |               | |
| {\displaystyle {\frac {\ln(4)}{\ln(2)}}}                     | {\displaystyle 2}       | Curva di Peano-Gosper                        |               | Il suo bordo è l'Isola di Gosper. |
| {\displaystyle {\frac {\ln(4)}{\ln(2)}}}                     | {\displaystyle 2}       | Tetraedro di Sierpinski                      |               | |
| {\displaystyle {\frac {\ln(4)}{\ln(2)}}}                     | {\displaystyle 2}       | H-fractal                                    |               | Ugualmente, l'albero di Mandelbrot, che ha una struttura simile. |
| {\displaystyle {\frac {\ln(4)}{\ln(2)}}}                     | {\displaystyle 2}       | 2D greek cross fractal                       |               | Ogni segmento è sostituito da una croce formata da 4 segmenti. |
|                                                              | {\displaystyle 2,06}    | Attrattore di Lorenz                         |               | Per precisi valori dei parametri dell'attrattore. |
| {\displaystyle {\frac {\ln(20)}{\ln(2+\phi )}}}              | {\displaystyle 2,3296}  | Dodecaedro frattale                          |               | Ogni dodecaedro è sostituito da 20 dodecaedri. Qui {\displaystyle \phi =\scriptstyle {\frac {1+{\sqrt {5}}}{2}}} è il rapporto aureo. |
| {\displaystyle {\frac {\ln(13)}{\ln(3)}}}                    | {\displaystyle 2,3347}  | Superficie di Koch quadratica (tipo 1) in 3D |               | Estensione tridimensionale della curva di Koch quadratica (tipo 1). L'illustrazione mostra la seconda iterazione. |
|                                                              | {\displaystyle 2,4739}  | Interstizi delle sfere di Apollonio          |               | Setaccio di Apollonio in 3 dimensioni. Imita la mollica di pane o la spugna. Dimensione calcolata da M. Borkovec, W. De Paris, and R. Peikert. |
| {\displaystyle {\frac {\ln(32)}{\ln(4)}}}                    | {\displaystyle 2,5}     | Superficie di Koch quadratica (tipo 2) in 3D |               | Estensione tridimensionale della curva di Koch quadratica(tipo 2). L'illustrazione mostra la prima iterazione. |
| {\displaystyle {\frac {\ln(16)}{\ln(3)}}}                    | {\displaystyle 2,5237}  | Ipercubo di Cantor                           |               | Insieme di Cantor in 4 dimensioni. In generale, in uno spazio di dimensione n, l'insieme di Cantor possiede dimensione di Hausdorff {\displaystyle \scriptstyle {n{\frac {ln(2)}{ln(3)}}}} |
| {\displaystyle {\frac {\ln(12)}{\ln(1+\phi )}}}              | {\displaystyle 2,5819}  | Icosaedro frattale                           |               | Ogni icosaedro è sostituito da 12 icosaedri. Qui {\displaystyle \phi =\scriptstyle {\frac {1+{\sqrt {5}}}{2}}} è il rapporto aureo. |
| {\displaystyle {\frac {\ln(6)}{\ln(2)}}}                     | {\displaystyle 2,5849}  | Frattale a croce greca in 3D                 |               | Ogni segmento è sostituito con una croce formata da 6 segmenti. Estensione tridimensionale della croce in due dimensioni. |
| {\displaystyle {\frac {\ln(6)}{\ln(2)}}}                     | {\displaystyle 2,5849}  | Ottaedro frattale                            |               | Ogni ottaedro è sostituito da 6 ottaedri. |
| {\displaystyle {\frac {\ln(20)}{\ln(3)}}}                    | {\displaystyle 2,7268}  | Spugna di Menger                             |               | La sua superficie possiede dimensione frattale {\displaystyle \scriptstyle {{\frac {ln(20)}{ln(3)}}=2,7268}}. |
| {\displaystyle {\frac {\ln(8)}{\ln(2)}}}                     | {\displaystyle 3}       | Curva di Hilbert in 3D                       |               | Estensione tridimensionale della curva di Hilbert. |

## Frattali casuali e naturali
| δ (valore esatto)                         | δ (valore approssimato) | Nome                                 | Illustrazione | Commenti |
| ----------------------------------------- | ----------------------- | ------------------------------------ | ------------- | --- |
| Misurato                                  | {\displaystyle 1,24}    | Costa della Gran Bretagna            |               | |
| {\displaystyle {\frac {4}{3}}}            | {\displaystyle 1,33}    | Bordo del moto browniano             |               | (Cf Gregory Lawler, Oden Schramm et Wendelin Werner). |
| {\displaystyle {\frac {4}{3}}}            | {\displaystyle 1,33}    | Polimero 2D                          |               | Simile al moto browniano in 2D senza auto-intersezioni. (Cf Sapoval).                                                                                    |
| Misurato                                  | {\displaystyle 1,52}    | Costa della Norvegia                 |               | |
| Misurato                                  | {\displaystyle 1,55}    | Camminata casuale senza intersezioni |               | Camminata casuale all'interno di un quadrato, con algoritmo di "ritorno" per evitare vicoli ciechi.                                                      |
| {\displaystyle {\frac {5}{3}}}            | {\displaystyle 1,66}    | Polimero 3D                          |               | Simile al moto browniano all'interno di un cubo, ma senza auto-intersezioni (Cf Sapoval).                                                                |
| {\displaystyle 2}                         | {\displaystyle 2}       | Moto browniano                       |               | O camminata casuale. Le dimensioni di Hausdorff sono uguali a 2 in 2D, in 3D e in tutte le altre dimensioni (K.Falconer "The geometry of fractal sets"). |
| {\displaystyle {\frac {\ln(13)}{\ln(3)}}} | {\displaystyle 2,33}    | Cavolfiore                           |               | Ogni ramo porta 13 rami 3 volte più piccoli. |
|                                           | {\displaystyle 2,97}    | Superficie polmonare                 |               | Gli alveoli di un polmone formano una superficie frattale di dimensione vicina a 3 (Cf Sapoval).                                                         |